# Catherine Eddowes
Catherine Eddowes, född 14 april 1842 i Wolverhampton, död 30 september 1888 på Mitre Square i Whitechapel i London, antas vara det fjärde av Jack Uppskärarens offer. Hon mördades samma natt som Elizabeth Stride, och morden på dem har benämnts som Jack Uppskärarens så kallade dubbelincident. Hon kallade sig ibland, efter sina sambor, för Kate Conway eller Kate Kelly.  

## Biografi

### Bakgrund
Catherine Eddowes föräldrar var förtenningsarbetaren George Eddowes och Catherine Evans från Wolverhampton. Familjen levde under hennes barndom periodvis i London. 
Hon inledde 1862 ett förhållande med Thomas Conway, med vilken hon fick två söner och en dotter. Conway var före detta soldat och försörjde sig på en militär pension, uttagen under falskt namn. 
Paret separerade 1881. Eddowes inledde ett förhållande med diversearbetaren John Kelly, och levde sedan på olika inkvarteringhuset. Under denna tid livnärde hon sig på diverse olika arbeten, inklusive som fruktplockare. Hennes sambo och personalen på inkvarteringshuset uppgav att hon inte var alkoholist, även om hon ibland sågs berusad. De meddelade att hon heller inte var känd som prostituerad, men enligt uppgift prostituerade hon sig ibland tillfälligt för att kunna betala för en sängplats.    

### Död
Den 29 september 1888 skildes Eddowes och Kelly åt klockan 14:00. Eddowes uppgav att hon skulle besöka sin vuxna, gifta dotter för att låna pengar, medan Kelly pantsatte sina skor för att betala för en sängplats på ett inkvarteringshus. Kelly betalade för sin sängplats klockan 20:00 och lämnade enligt husvärden inte huset på resten av kvällen och natten. 
Klockan 20:30 arresterades Catherine Eddowes, sedan hon påkommits redlöst berusad på Aldgate High Street. Hon placerades i fyllecell på Bishopsgates polisstation, där hon hölls kvar fram till 01:00; därefter bedömdes hon som nykter nog att släppas. Klockan 01:35 sågs hon av tre vittnen stående i gränden vid Duke Street och Church Passage, framför Mitre Square, medan hon talade med en man. 
Klockan 01:45 upptäcktes hennes kropp av en poliskonstapel på Mitre Square. Hon låg på rygg med kjolarna uppdragna över sin nakna underkropp. Hennes hals var avskuren och buken öppnad. Inälvorna hade dragits ur kroppen och draperats över höger axel, medan en annan del av inälvorna hade skurits av och placerats mellan vänsterarmen och kroppen. Peritoneum hade skurits igenom på vänstra sidan och den vänstra njuren avlägsnats. Hennes ansikte hade skurits med kniv över näsa och kinder, hennes ögonlock hade blivit skurna, hennes nästipp och en bit av hennes ena öra hade skurits av. 
På en vägg i närheten av brottsplatsen anträffades antisemitisk graffiti. Strax efter detta mord mottog polisen det så kallade From Hell-brevet, som påstods komma från Jack Uppskäraren. Avsändaren sade sig ha ätit ena halvan av den saknade njuren; den andra inneslöts i ett paket som följde med brevet.

## Galleri

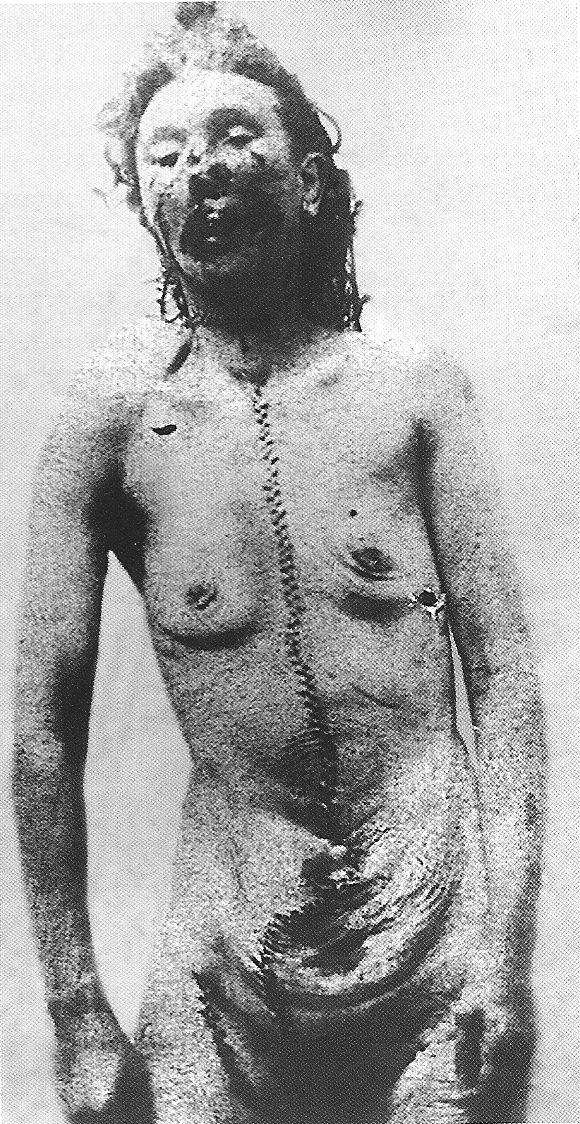
Catherine Eddowes efter obduktionen
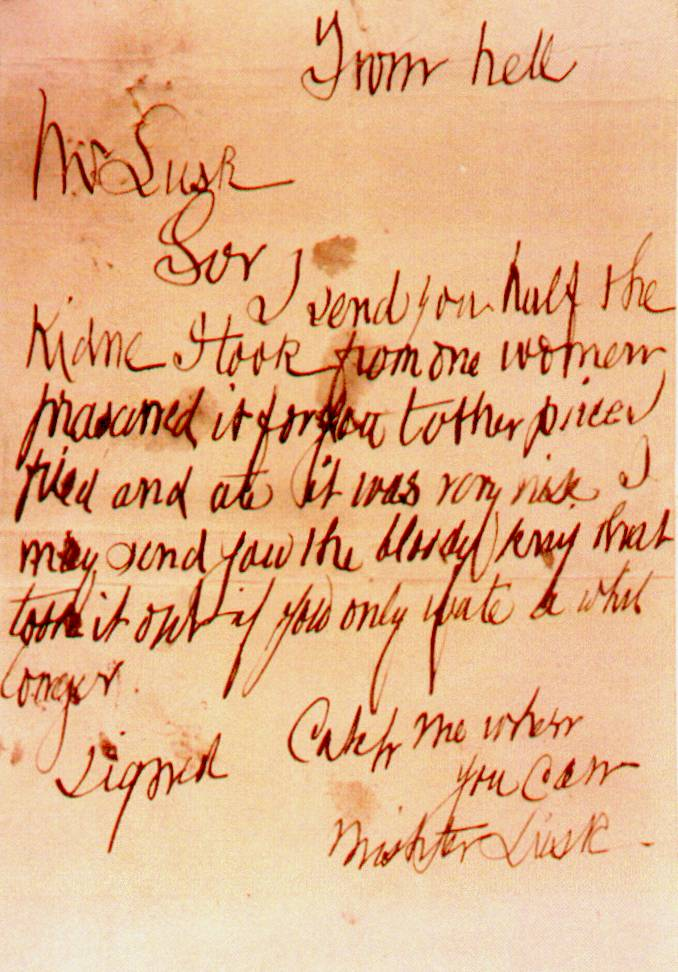
Det så kallade From Hell-brevet
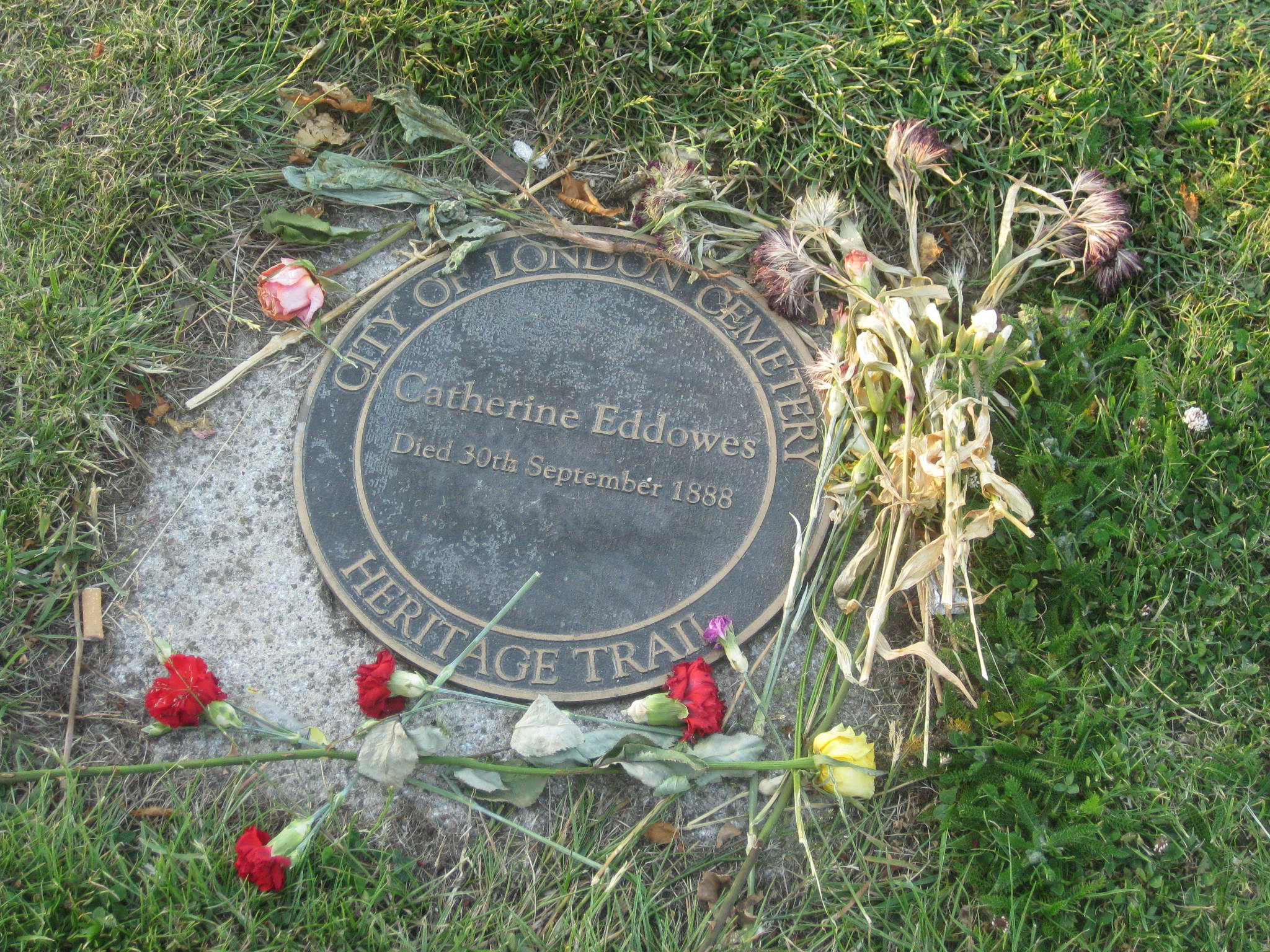
Catherine Eddowes grav